# Caiguda de Gal·lípoli
|  | Per a altres significats, vegeu «batalla de Gal·lípoli». |

La caiguda de Gal·lípoli en mans dels otomans va ocórrer el març de 1354. Després de patir durant mig segle una sèrie de derrotes en mans dels otomans, els romans d'Orient havien perdut gairebé totes les seves possessions a Anatòlia. L'accés al mar Egeu i al mar de Màrmara significava que els otomans ara podrien posar en pràctica la conquesta del Peloponès, Grècia i més cap al nord, Sèrbia i Hongria.

## Ocupació
Durant la guerra civil romana d'Orient del 1352-1357, els mercenaris turcs, es van aliar amb l'emperador Joan VI Cantacuzè, van saquejar la major part de la Tràcia romana d'Orient i el 1352 van ocupar la petita fortalesa de Tzimpi, a prop de Gal·lípoli. El 2 de març de 1354, l'àrea va ser sacsejada per un terratrèmol que va destruir centenars de llogarets i pobles de la zona. A Gal·lípoli gairebé tots els edificis van ser destruïts, fet que va forçar els habitants grecs a abandonar la ciutat. Al cap d'un mes, Suleiman, fill del sultà otomà Orhan I, va portar tres mil soldats i totes les famílies turques que va poder arreplegar a la part d'Àsia; amb tots ells, va ocupar la ciutat i la va convertir, al cap de pocs mesos, en un bastió important.

## Conseqüències
Cantacuzè va oferir pagaments en efectiu a Orhan per desallotjar la ciutat, però aquest s'hi va negar, al·legant que no podia renunciar a una cosa que li havia estat concedida per Déu i que no la va prendre per la força. El pànic es va estendre al llarg dels territoris fins a Constantinoble; molts creien que els turcs aviat arribarien a atacar la mateixa ciutat. A causa d'això, la posició de Cantacuzè es va tornar inestable i va ser enderrocat el novembre de 1354.
Gal·lípoli va arribar a ser un important cap de pont a Europa, la qual cosa va facilitar una major expansió per a la conquesta d'Europa. En menys de deu anys, gairebé tots els territoris romans d'Orient a Tràcia van caure en mans dels turcs, incloent-hi Adrianòpolis el 1365.
L'Imperi Romà d'Orient no estava en posició per llançar un contraatac o defensar-se i els otomans havien tornat summament poderosos. Murad va aixafar als serbis en 1371 en la batalla del riu Maritsa i els otomans es disposaren a conquerir Constantinoble. En un intent per evitar la derrota, Joan V Paleòleg va demanar suport militar al papa però no va rebre cap ajuda i es va arribar a un acord pel qual l'Imperi Romà d'Orient pagaria als otomans tribut regular en tropes i diners a canvi de seguretat. Filadelfia era l'últim assentament independent cristià grec de l'oest de l'Àsia Menor i el 1378 Manuel II Paleòleg va prometre lliurar-la als turcs a canvi de l'ajuda del sultà otomà en una nova guerra civil romana d'Orient però, els ciutadans de Filadelfia es van negar a rendir-se i en 1390 Baiazet I va convocar els líders de la guerra civil Manuel II Paleòleg i Joan VII Paleòleg ordenant que s'incorporessin a les forces assetjadores, fins que va ser presa la ciutat pels turcs. Els otomans havien guanyat la guerra i l'Imperi Romà d'Orient va ser reduït a Constantinoble i uns pocs assentaments, i es va veure obligat a reconèixer la seva condició de vassall del sultà otomà, que va continuar fins al 1394.